# Shoot Out de Snooker de 2020
O Snooker Shoot Out de 2020, também conhecido oficialmente como BetVictor Snooker Shoot Out de 2020 por conta do patrocínio, foi um torneio profissional de snooker que ocorreu de 20 a 23 de fevereiro de 2020 no Watford Colosseum em Watford, na Inglaterra.
O inglês Michael Holt ganhou seu primeiro título no ranking, derrotando o chinês Zhou Yuelong na final. Na edição passada do Shoot Out, Holt chegou bem perto do título inédito, mas acabou sendo vencido na final pelo tailandês Thepchaiya Un-Nooh.

## Visão geral

### Informações do torneio
O BetVictor Shoot Out de 2020 foi um torneio profissional de snooker realizado no Watford Colosseum em Watford, na Inglaterra, entre 20 e 23 de fevereiro de 2020. O torneio foi a 10ª edição do Snooker Shoot Out, o primeiro foi realizado em 1990, e ocorre anualmente desde 2011. Foi o 13º evento do ranking da temporada de snooker de 2019–20, ocorrendo depois do World Grand Prix e antes do Players Championship. O evento foi o terceiro torneio da European Series, série de quatro eventos patrocinados pela BetVictor, os outros são o European Masters, German Masters e o Gibraltar Open.

### Formato
O torneio tem um formato único, com todas as partidas com duração máxima de dez minutos em um único frame, com um cronômetro de 15 segundos nos primeiros cinco minutos para cada tacada e de dez segundos nos últimos cinco. Ao todo, o evento contou com 128 participantes, entre eles, oito wildcards e dois de uma lista do ranking da Q School.  A World Professional Billiards and Snooker Association e a World Snooker foram os organizadores do evento.

### Premiação
A premiação total do evento foi de 171 mil libras esterlinas, já o vencedor recebeu um cheque de 50 mil libras esterlinas. Além disso, o jogador que acumular a maior quantidade de prêmios nos quatro eventos da European Series receberá um bônus de 150 mil libras esterlinas. A distribuição dos prêmios para esta edição do Shoot Out foi a seguinte:
| Posição                               | Prêmio                    |
| ------------------------------------- | ------------------------- |
| Campeão                               | 050 000 libras esterlinas |
| Vice-campeão                          | 020 000 libras esterlinas |
| 3–4 (perdedores das semifinais)       | 008 000 libras esterlinas |
| 5–8 (perdedores das quartas de final) | 004 000 libras esterlinas |
| 9–16 (perdedores da rodada 4)         | 002 000 libras esterlinas |
| 17–32 (perdedores da rodada 3)        | 001 000 libras esterlinas |
| 33–64 (perdedores da rodada 2)        | 000500 libras esterlinas  |
| 65–128 (perdedores da rodada 1)       | 000250 libras esterlinas  |
| Maior break                           | 005 000 libras esterlinas |
| Total                                 | 171 000 libras esterlinas |

1. ↑  O prêmio recebido nesta etapa não será contabilizado na pontuação do ranking.

## Resultados
- As partidas foram disputadas de 20 a 23 de fevereiro de 2020.[15][16][17][18][19][20][21]
- Os horários mostrados nos jogos tem como base o fuso horário local (UTC+0).

### Rodada 1
| Jogador 1     | Placar | Jogador 2          | Ref. |
| ------------- | ------ | ------------------ | ---- |
| Alex Borg     | 17–63  | Thepchaiya Un-Nooh | WST  |
| Sean Maddocks | 15–43  | Igor Figueiredo    | WST  |
| Kurt Maflin   | 103–29 | Yuan Sijun         | WST  |
| Dominic Dale  | 30–26  | Mitchell Mann      | WST  |
| David Lilley  | 41–39  | Gary Wilson        | WST  |
| Zhang Anda    | 37–21  | Fan Zhengyi        | WST  |
| Mark Davis    | 61–1   | Harvey Chandler    | WST  |
| Iulian Boiko  | 0–120  | Chang Bingyu       | WST  |
| Mark Williams | 59–7   | Luca Brecel        | WST  |
| Bai Langning  | 72–77  | Daniel Wells       | WST  |
| Si Jiahui     | 63–68  | Xiao Guodong       | WST  |
| David Grace   | 29–35  | Dean Young         | WST  |
| Mark Joyce    | 26–46  | Chris Wakelin      | WST  |
| Nigel Bond    | 62–0   | Gerard Greene      | WST  |
| Zhao Xintong  | 70–24  | Lukas Kleckers     | WST  |
| Sunny Akani   | 54–18  | Mark Selby         | WST  |

| Jogador 1         | Placar | Jogador 2              | Ref. |
| ----------------- | ------ | ---------------------- | ---- |
| Kyren Wilson      | 28–24  | Michael White          | WST  |
| Louis Heathcote   | 10–49  | Jamie Clarke           | WST  |
| Anthony McGill    | 69–19  | Zhang Jiankang         | WST  |
| Liam Highfield    | 89–33  | James Cahill           | WST  |
| Andrew Pagett     | 46–41  | Stuart Bingham         | WST  |
| Ashley Hugill     | 33–9   | Jamie O'Neill          | WST  |
| Mei Xi Wen        | 22–17  | Matthew Selt           | WST  |
| Thor Chuan Leong  | 133–0  | Nutcharut Wongharuthai | WST  |
| Mark Allen        | 8–54   | Luo Honghao            | WST  |
| Li Hang           | 58–44  | Adam Stefanow          | WST  |
| Lyu Haotian       | 52–35  | Riley Parsons          | WST  |
| Paul Davison      | 21–36  | Anthony Hamilton       | WST  |
| Robert Milkins    | 0–39   | David Gilbert          | WST  |
| Simon Lichtenberg | 3–60   | Lei Peifan             | WST  |
| Joe O'Connor      | 31–64  | Elliot Slessor         | WST  |
| Jimmy White       | 30–71  | Matthew Stevens        | WST  |

| Jogador 1        | Placar | Jogador 2             | Ref. |
| ---------------- | ------ | --------------------- | ---- |
| Shaun Murphy     | 77–0   | Kishan Hirani         | WST  |
| Soheil Vahedi    | 42–37  | Alfie Burden          | WST  |
| Ben Woollaston   | 41–23  | Duane Jones           | WST  |
| Robbie McGuigan  | 15–50  | Aaron Hill            | WST  |
| Scott Donaldson  | 35–67  | Jordan Brown          | WST  |
| Michael Georgiou | 21–28  | Ross Bulman           | WST  |
| Ricky Walden     | 61–71  | Tian Pengfei          | WST  |
| Lee Walker       | 30–37  | Lu Ning               | WST  |
| Chen Zifan       | 50–5   | Ali Carter            | WST  |
| Martin Gould     | 8–74   | Andrew Higginson      | WST  |
| Amine Amiri      | 38–69  | Michael Holt          | WST  |
| Craig Steadman   | 44–27  | Hammad Miah           | WST  |
| Jack Lisowski    | 79–10  | Andy Hicks            | WST  |
| Hossein Vafaei   | 41–61  | Alexander Ursenbacher | WST  |
| Martin O'Donnell | 58–27  | Rod Lawler            | WST  |
| Ian Burns        | 69–8   | Reanne Evans          | WST  |

| Jogador 1        | Placar | Jogador 2         | Ref. |
| ---------------- | ------ | ----------------- | ---- |
| Kacper Filipiak  | 41–64  | Ken Doherty       | WST  |
| Barry Pinches    | 6–117  | Ryan Day          | WST  |
| Tom Ford         | 27–65  | Zhou Yuelong      | WST  |
| Andy Lee         | 0–69   | Billy Joe Castle  | WST  |
| Xu Si            | 1–42   | Yan Bingtao       | WST  |
| Sam Baird        | 36–48  | Jak Jones         | WST  |
| Noppon Saengkham | 43–46  | Ashley Carty      | WST  |
| Mike Dunn        | 41–29  | John Astley       | WST  |
| Jackson Page     | 7–74   | Barry Hawkins     | WST  |
| Brandon Sargeant | 62–7   | Eden Sharav       | WST  |
| Liang Wenbo      | 34–29  | Oliver Lines      | WST  |
| Fergal O'Brien   | 41–56  | Chen Feilong      | WST  |
| Jimmy Robertson  | 7–35   | Joe Perry         | WST  |
| Fraser Patrick   | 56–7   | Stuart Carrington | WST  |
| Peter Lines      | 58–16  | Sam Craigie       | WST  |
| Alan McManus     | 10–54  | Ronnie O'Sullivan | WST  |

### Rodada 2
| Jogador 1        | Placar | Jogador 2       | Ref. |
| ---------------- | ------ | --------------- | ---- |
| Aaron Hill       | 55–11  | Kyren Wilson    | WST  |
| Liam Highfield   | 0–61   | Dean Young      | WST  |
| Jamie Clarke     | 53–38  | Lu Ning         | WST  |
| Anthony Hamilton | 62–50  | David Gilbert   | WST  |
| Lyu Haotian      | 57–25  | Mark Davis      | WST  |
| Thor Chuan Leong | 15–70  | Yan Bingtao     | WST  |
| Lei Peifan       | 30–28  | Kurt Maflin     | WST  |
| Andrew Higginson | 8–73   | Zhou Yuelong    | WST  |
| David Lilley     | 8–72   | Barry Hawkins   | WST  |
| Tian Pengfei     | 16–39  | Sunny Akani     | WST  |
| Soheil Vahedi    | 42–2   | Daniel Wells    | WST  |
| Andrew Pagett    | 26–42  | Ross Bulman     | WST  |
| Mike Dunn        | 47–0   | Matthew Stevens | WST  |
| Dominic Dale     | 17–83  | Anthony McGill  | WST  |
| Ian Burns        | 49–43  | Chang Bingyu    | WST  |
| Mark Williams    | 36–54  | Ashley Carty    | WST  |

| Jogador 1             | Placar | Jogador 2         | Ref. |
| --------------------- | ------ | ----------------- | ---- |
| Thepchaiya Un-Nooh    | 11–79  | Peter Lines       | WST  |
| Ali Carter            | 63–68  | Brandon Sargeant  | WST  |
| Xiao Guodong          | 101–4  | Ashley Hugill     | WST  |
| Luo Honghao           | 100–19 | Igor Figueiredo   | WST  |
| Liang Wenbo           | 53–44  | Martin O'Donnell  | WST  |
| Jack Lisowski         | 54–44  | Fraser Patrick    | WST  |
| Zhang Anda            | 62–19  | Ken Doherty       | WST  |
| Nigel Bond            | 23–58  | Mei Xi Wen        | WST  |
| Billy Joe Castle      | 66–30  | Ronnie O'Sullivan | WST  |
| Li Hang               | 40–28  | Chen Feilong      | WST  |
| Elliot Slessor        | 2–62   | Michael Holt      | WST  |
| Ryan Day              | 39–44  | Joe Perry         | WST  |
| Jak Jones             | 111–1  | Jordan Brown      | WST  |
| Zhao Xintong          | 46–64  | Ben Woollaston    | WST  |
| Craig Steadman        | 52–26  | Chris Wakelin     | WST  |
| Alexander Ursenbacher | 19–86  | Shaun Murphy      | WST  |

### Rodada 3
| Jogador 1        | Placar | Jogador 2      | Ref. |
| ---------------- | ------ | -------------- | ---- |
| Zhou Yuelong     | 65–8   | Jack Lisowski  | WST  |
| Liang Wenbo      | 41–61  | Anthony McGill | WST  |
| Ashley Carty     | 20–56  | Mike Dunn      | WST  |
| Anthony Hamilton | 73–0   | Ross Bulman    | WST  |
| Brandon Sargeant | 21–44  | Shaun Murphy   | WST  |
| Lyu Haotian      | 64–47  | Soheil Vahedi  | WST  |
| Aaron Hill       | 2–63   | Craig Steadman | WST  |
| Jak Jones        | 16–28  | Peter Lines    | WST  |

| Jogador 1     | Placar | Jogador 2        | Ref. |
| ------------- | ------ | ---------------- | ---- |
| Barry Hawkins | 15–54  | Ben Woollaston   | WST  |
| Jamie Clarke  | 47–11  | Li Hang          | WST  |
| Zhang Anda    | 31–6   | Xiao Guodong     | WST  |
| Yan Bingtao   | 73–17  | Dean Young       | WST  |
| Ian Burns     | 15–38  | Michael Holt     | WST  |
| Luo Honghao   | 2–51   | Billy Joe Castle | WST  |
| Lei Peifan    | 6–21   | Mei Xi Wen       | WST  |
| Sunny Akani   | 25–62  | Joe Perry        | WST  |

### Rodada 4
| Jogador 1        | Placar | Jogador 2      | Ref. |
| ---------------- | ------ | -------------- | ---- |
| Shaun Murphy     | 38–48  | Anthony McGill | WST  |
| Lyu Haotian      | 34–32  | Zhang Anda     | WST  |
| Craig Steadman   | 15–42  | Yan Bingtao    | WST  |
| Billy Joe Castle | 39–77  | Zhou Yuelong   | WST  |

| Jogador 1      | Placar | Jogador 2        | Ref. |
| -------------- | ------ | ---------------- | ---- |
| Ben Woollaston | 96–0   | Jamie Clarke     | WST  |
| Mei Xi Wen     | 22–12  | Mike Dunn        | WST  |
| Peter Lines    | 23–48  | Anthony Hamilton | WST  |
| Joe Perry      | 24–67  | Michael Holt     | WST  |

### Quartas de final
| Jogador 1      | Placar | Jogador 2    | Ref. |
| -------------- | ------ | ------------ | ---- |
| Mei Xiwen      | 18–38  | Zhou Yuelong | WST  |
| Ben Woollaston | 7–19   | Michael Holt | WST  |

| Jogador 1        | Placar | Jogador 2      | Ref. |
| ---------------- | ------ | -------------- | ---- |
| Lyu Haotian      | 45–33  | Anthony McGill | WST  |
| Anthony Hamilton | 9–35   | Yan Bingtao    | WST  |

### Semifinal
| Jogador 1    | Placar | Jogador 2   | Ref. |
| ------------ | ------ | ----------- | ---- |
| Michael Holt | 59–16  | Yan Bingtao | WST  |

| Jogador 1    | Placar | Jogador 2   | Ref. |
| ------------ | ------ | ----------- | ---- |
| Zhou Yuelong | 44–33  | Lyu Haotian | WST  |

### Final
| Jogador 1    | Placar | Jogador 2    | Ref. |
| ------------ | ------ | ------------ | ---- |
| Michael Holt | 64–1   | Zhou Yuelong | WST  |

## Century breaks
- Dados até 23 de fevereiro de 2020.

Um total de 4 century breaks foram feitos no evento:
| Break | Jogador          | Oponente               | Rodada   | Data                    |
| ----- | ---------------- | ---------------------- | -------- | ----------------------- |
| 133   | Thor Chuan Leong | Nutcharut Wongharuthai | Rodada 1 | 20 de fevereiro de 2020 |
| 120   | Chang Bingyu     | Iulian Boiko           | Rodada 1 | 20 de fevereiro de 2020 |
| 107   | Jak Jones        | Jordan Brown           | Rodada 2 | 22 de fevereiro de 2020 |
| 101   | Xiao Guodong     | Ashley Hugill          | Rodada 2 | 22 de fevereiro de 2020 |